# Levante (företag)
Levante är ett italienskt företag som tillverkar och marknadsför damstrumpor och strumpbyxor. Levante grundades 1969 och har sitt huvudkontor i Castel Goffredo.